# Roodneknachtaapje
De roodneknachtaapje (Aotus nigriceps) is een zoogdier uit de familie van de nachtaapjes (Aotidae). De wetenschappelijke naam van de soort werd voor het eerst geldig gepubliceerd door Guy Dollman in 1909.

## Voorkomen
De soort komt voor in Brazilië, ten zuiden van de Rio Solimões, ten westen van de Rio Tapajós en Rio Juruena, west tot in Peru.